# اچ‌ام‌اس هاوتی (۱۸۹۵)
اچ‌ام‌اس هاوتی (۱۸۹۵) (به انگلیسی: HMS Haughty (1895)) یک کشتی بود که طول آن ۱۹۶ فوت (۶۰ متر) بود. این کشتی در سال ۱۸۹۵ ساخته شد.